# Vårdnäs distrikt
Vårdnäs distrikt är ett distrikt i Linköpings kommun och Östergötlands län. 
Distriktet ligger söder om Linköping. 

## Tidigare administrativ tillhörighet
Distriktet inrättades 2016 och utgörs av socknen Vårdnäs i Linköpings kommun.
Området motsvarar den omfattning Vårdnäs församling hade vid årsskiftet 1999/2000.